# Acala (Texas)
Acala es un lugar designado por el censo en el Condado de Hudspeth, Texas, ubicado a 55 kilómetros al noroeste de Sierra Blanca y a 87 kilómetros al sureste de El Paso. Está localizado al lado de la Autovía Estatal 20. La localidad se llama así por el algodón Acala, un tipo del algodón producido en México.
En el Censo de 2020 tenía una población de 11 habitantes y una densidad poblacional de 1,49 habitantes por km². Fue incluido como CDP en el censo de 2020.

## Geografía
Acala se encuentra ubicado en las coordenadas 31°20′2″N 105°54′50″O / 31.33389, -105.91389. Según la Oficina del Censo de los Estados Unidos,  tiene una superficie total de 7,36 km², todos correspondientes a tierra firme.

## Historia
La localidad se fundó a principios del siglo XX, cuando se estableció una oficina de correos en 1925.
En 1929, la población se dobló hasta llegar a los 100 habitantes desde los 50 habitantes iniciales. A partir de la década de 1950 la población comenzó a decaer. En la década de 1970 se mantuvo en 25 habitantes.